# Tupolev Tu-107
Tupolev Tu-107 là một mẫu thử máy bay vận tải quân sự của Liên Xô, được phát triển từ Tu-104.

## Tính năng kỹ chiến thuật (Tu-107)
Dữ liệu lấy từ Tupolev Tu-104
Đặc tính tổng quan
- Kíp lái: 6
- Sức chứa: 70 lính dù hoặc 10,000 kg (22,05 lb) – 15,000 kg (33,07 lb) tải trọng
- Chiều dài: 38,58 m (126 ft 7 in)
- Sải cánh: 34,54 m (113 ft 4 in)
- Chiều cao: 11,53 m (37 ft 10 in)
- Diện tích cánh: 174,48 m2 (1.878,1 foot vuông)
- Động cơ: 2 × Mikulin RD-3M-500 , 93,2 kW (125,0 hp) mỗi chiếc

Hiệu suất bay
- Vận tốc cực đại: 950 km/h (590 mph; 513 kn)
- Vận tốc hành trình: 775 km/h (482 mph; 418 kn)
- Tầm bay: 3.300 km (2.051 mi; 1.782 nmi) với 10,000 kg (22,05 lb) tải trọng, 775 km/h (481,56 mph) trên độ cao 10,000 m (32,81 ft)
- Trần bay: 11.750 m (38.550 ft)

Vũ khí trang bị

- Súng:
- 2 x pháo 23mm Afanasev Makarov AM-23

Hệ thống điện tử

- PDSP-2S Proton-M: hệ thống dẫn đường vô tuyến chiến thuật
- SRZO-2 Krom'Nikel IFF (hệ thống nhận dạng địch ta)